# Gatake
Gatake är ett vattendrag i Burundi.   Det ligger i provinsen Gitega, i den centrala delen av landet, 50 kilometer öster om huvudstaden Bujumbura.
Omgivningarna runt Gatake är en mosaik av jordbruksmark och naturlig växtlighet. Runt Gatake är det tätbefolkat, med 459 invånare per kvadratkilometer.